# Cut and Shoot (Teksas)
Cut and Shoot je grad u američkoj saveznoj državi Teksas. Prema popisu stanovništva iz 2010. u njemu je živjelo 1.070 stanovnika.